# Downtown Crossing (MBTA-Station)
Downtown Crossing ist der Name einer auf zwei Ebenen als Turmbahnhof ausgeführten U-Bahn-Station der Massachusetts Bay Transportation Authority (MBTA) in Boston im Bundesstaat Massachusetts der Vereinigten Staaten. Sie bietet Zugang zu den U-Bahn-Linien Orange Line und Red Line sowie zur Buslinie Silver Line. Die Station ist der hauptsächliche Umsteigepunkt zwischen den beiden U-Bahn-Linien und wurde nach dem Distrikt Downtown Crossing benannt, der sich direkt oberhalb des U-Bahnhofs befindet.

## Geschichte
Am 30. November 1908 wurde die Station Downtown Crossing als Teil des Washington Street Tunnel (der heutigen Orange Line) eröffnet. Der Bahnsteig in nördlicher Fahrtrichtung wurde als Summer und derjenige in südlicher Fahrtrichtung als Winter bezeichnet, so dass die Station selbst den Namen Summer/Winter trug. Im Jahr 1915 wurde die zweite Ebene mit der Anbindung an die Red Line hinzugefügt und der U-Bahnhof auf dieser Linie als Washington bezeichnet. Um die Fahrpläne zu vereinfachen und Verwirrungen zu vermeiden, wurde die gesamte Station 1967 in Washington und am 4. Mai 1987 schließlich in Downtown Crossing umbenannt.

## Bahnanlagen

### Gleis-, Signal- und Sicherungsanlagen
Der U-Bahnhof verfügt über insgesamt vier Seitenbahnsteige und vier Gleise, von denen sich auf jeder der beiden Ebenen jeweils zwei befinden.

### Gebäude
Der U-Bahnhof befindet sich an der Kreuzung der Straßen Summer und Washington und ist vollständig barrierefrei zugänglich. 

## Umfeld
An der Station besteht eine Anbindung an 15 Buslinien sowie zur Silver Line 5 der MBTA. In unmittelbarer Nähe befindet sich der Boston Common.